# 未配当利益税
未配当利益税（みはいとうりえきぜい、英語:Undistributed profits tax）は、世界恐慌中の1936年にアメリカ合衆国のフランクリン・ルーズベルト内閣で施行された税。
未配当利益税はフランクリン・ルーズベルトのニューディール政策のための歳入計画だった。この法律は、アルフレッド・G・ビューラー（英語: Alfred G. Buehler）ら一部の経済学者から、企業がその成長のために資本を投じる能力を損なうと論じられたことで、ルーズベルト政権の財務省の中でさえ議論の的になった。ビューラーは、一般に企業は利益をビジネスに再投資する割合を一定に保つため、資本を集める上で中小企業は大企業よりも少ない選択肢しか持てないことから、未配当利益税がとくに中小企業に強い打撃を与えると結論づけた。未配当利益税はフランクリン・ルーズベルトの第二次ニューディール政策の一部だった。
その法案は企業の余剰の利益は課税できるという原則を確立させた。その理念は企業に、利益を貯蓄や再投資するのではなく、配当と賃金に分配するよう強いた。結局は、議会はその法案を骨抜きにして、税率を7％から27％に、そして小さな企業を広く免税にした。